# FC Leones de Ponce
El FC Leones de Ponce és un club porto-riqueny de futbol de la ciutat de Ponce.